# 交通心理學
交通心理學是心理學的一門學科，研究道路使用者的心理過程和行為之間的關係。在一般情況下，交通心理學的目標，是運用心理學理論方面，以改善交通流動性：透過幫助開發和應用事故對策，以及透過教育及動機引導至期望的行為。
駕駛員行為經常被研究，它與事故調查相結合，以評估事故原因及各方面的不同。交通心理學家區分他們的三種動機：理性的或計劃的行為、衝動或情緒化的行為，和習慣性的行為。此外，使用心理學的社會和認知應用程序如執法、道路安全教育運動，也是治療及康復方法。
認知的廣泛理論、感覺運動和神經功能方面的心理也應用於交通心理學領域。因素研究如注意力、記憶、空間認知、經驗不足、壓力、酒醉、注意力分散或曖昧刺激、疲勞，以及次要任務如電話交談的研究，用於理解和調查道路使用者的經驗和行動。

## 一些定義
- 交通心理學涉及人們在駕駛方面的非認知、認知及感覺運動，以處理交通及其他操作。交通心理學理解行動的產生，透過識別導致認知思維的感覺，並提供方法修改行為。

- 交通心理學可被定義為一種工具，它運用主觀分析，透過行為觀察，鑑定和修飾，有助於增加所有人生命的質量。

- 交通心理學的任務是了解、預測和提供措施，以改變道路使用者行為，至認定的一般目標水平，減少對參與交通的有害影響。

## 有關硏究
交通心理學的硏究範圍主要有三方面：
一，行為硏究：交通心理學的行為研究經常處理類似的課題如動機、性格及性別差異、生活習慣、過度自信、年齡及技能的差異、注意力，及違反交通規則的行為。
二，事故硏究：除了行為研究，事故研究也是交通心理學的一個組成部分。它檢視駕駛方法、個體差異、個性特徵、短暫障礙及相關的能力、駕駛員作為一個信息處理器（包括感知和反應）、高速公路事故的人為因素，及行人（識別漏洞、原因和預防事故）。
三，心理硏究：主要研究腦的結構功能，以解剖、生理、生化的角度研究腦組織與言語、思維、智力，行為等心理現象的關係，例如神經心理學。

## 途徑
二十世紀八十年代交通心理學迅速崛起，並從成立以來，一直遵循一個跨學科的方法，並與其他領域分享共同的話題，尤其是醫學（如駕駛資質）、工程（如人體工程學及人為因素），和經濟（如交通需求管理）。交通流動性，包括它正面和負面的影響，起源於人們的決策和行為 - 而這些因素可能會被影響。交通事故的主要原因是：由於駕駛員與道路或其他車輛，不良行為錯誤的互動。